# Alexis Govciyan
Alexis Govciyan, né le 13 octobre 1956 à Istanbul, est une personnalité française d'origine arménienne, active dans la défense des droits de l'homme, mais aussi « le maintien, le développement et la transmission de la mémoire ». Il a notamment joué un rôle important dans l'adoption de la loi sur la pénalisation du négationnisme du génocide arménien mais aussi pour la reconnaissance française du génocide arménien par la loi du 29 janvier 2001.

## Biographie
Né le 13 octobre 1956, Alexis Govciyan suit les cours du collège puis du lycée à Istanbul, chez les pères mekhitaristes. Il vient ensuite en France et obtient une maîtrise de gestion à l'université Paris IX Dauphine.
Il rejoint l’Institut supérieur des métiers (ISM) dès sa création en 1990. Il en est le directeur.

## Politique
Alexis Govciyan a été membre du bureau politique de l'UDF entre 2004 et 2007 ; il fut le premier candidat français d'origine arménienne à se présenter aux élections européennes. Il rejoint ensuite le Nouveau Centre et se présente aux élections régionales françaises de 2010 sur la liste « Changer pour mieux vivre en Île-de-France ». Depuis, 2012, il est membre fondateur de l'UDI (Union des démocrates et indépendants) et de la FED (Fédération européenne démocrate) membre de l'UDI. Il est par ailleurs Secrétaire national de l'UDI chargé des Entreprises de proximité. Élu au conseil régional d'Île-de-France entre 2010 et 2015, il a présidé le groupe d’Amitié avec l’Arménie et était membre de la commission des Finances et de la commission de la Formation professionnelle, de l’apprentissage et de l’emploi. En 2014, il est élu Premier adjoint au maire du 9e arrondissement de Paris, chargé du respect de l’espace public, de la sécurité publique, de la médiation, des déplacements, du tourisme, de la mémoire et du moment combattant- Correspondant défense. En 2017, il rejoint la République en Marche et participe au comité politique pour Paris.

## Activités associatives et de lutte contre l'oubli
Alexis Govciyan préside depuis 2001 la plate-forme internationale Europe de la Mémoire, qui regroupe les organisations œuvrant à la préservation de la mémoire sur les événements entre 1915 (génocide arménien) et 1945 (libération des camps nazis).
De 1998 à 2001, il a présidé le Comité du 24 avril, organe faîtier des associations arméniennes de France défendant la mémoire du génocide arménien et luttant pour sa reconnaissance internationale. Après l'adoption de la loi du 29 janvier 2001, le Comité du 24 avril décide d'élargir son champ d'action et se transforme en Conseil de Coordination des organisations Arméniennes de France (CCAF), qu'Alexis Govciyan présidera de 2001 à 2002, et à nouveau de 2005 à 2012. Le CCAF a pour mission de coordonner les actions d'intérêt pour les quelque 600 000 personnes formant la communauté arménienne en France - mais également pour l'Arménie - comme par exemple les relations entre la Turquie et l'Union européenne. Entre 2012 et 2015, Alexis Govciyan a été chargé par le CCAF de présider la Mission 2015, mise en place pour les cent ans du génocide des Arméniens.
Alexis Govciyan a présidé l'Union générale arménienne de bienfaisance (UGAB) pour l'Europe, depuis sa création en 2008 jusqu'en 2015.
Depuis 2015, il est vice-président de la Société des membres de la Légion d’Honneur - Paris 9&10.

## Récompenses
- 21 juin 2001 : chevalier de l'ordre national du Mérite
- 16 septembre 2005 : chevalier de l'ordre des Palmes académiques
- 9 mai 2007 : chevalier de la Légion d'honneur.

## Publications
- 24 avril : Témoignage sur la reconnaissance par la France du génocide arménien de 1915  (préf. Patrick Devedjian), Le Cherche midi, 2003, 226 p. (ISBN 978-2-7491-0210-8)